# Karim Aoudia
Karim Aoudia (8 aprile 1986) è un giocatore di calcio a 5, ex calciatore e giocatore di beach soccer norvegese, di ruolo attaccante.

## Carriera
Aoudia è attivo sia nel calcio a 5 che nel calcio. Per quanto concerne quest'ultima attività, ha giocato per l'Oslo Øst, squadra per cui ha avuto l'opportunità di esordire in 1. divisjon in data 3 agosto 2003, schierato titolare nel pareggio per 1-1 contro l'Hødd. Al termine di quella stessa annata, la squadra è retrocessa in 2. divisjon. A settembre 2005 ha sostenuto un provino con il Blackburn.
Nel 2006, Aoudia è stato ingaggiato dallo Stabæk, compagine militante in Eliteserien. Il 10 maggio ha esordito con questa maglia, quando è subentrato a Tom Stenvoll nella vittoria per 2-4 sul campo dell'Asker, in una sfida valida per il primo turno del Norgesmesterskapet. Non ha giocato alcun incontro nella massima divisione locale.
Nel 2007, lo Stabæk ha ceduto Aoudia allo Sparta Sarpsborg con la formula del prestito. Ha debuttato il 9 aprile, subentrando ad Ole Heieren Hansen nella sconfitta casalinga per 0-1 contro il Tromsdalen.
Sempre nel corso del 2007, si è trasferito a titolo definitivo allo FK Arendal, in 2. divisjon. Nel 2008 è stato in forza al Lørenskog, per passare poi all'Ullern nel 2009. Tornato al Lørenskog nel corso di quello stesso anno, dal 2010 al 2013 ha militato nelle file del Kjelsås. Al termine del campionato 2013, si è ritirato dall'attività agonistica. Nel 2015 è tornato in campo nell'Hasle-Løren, in 3. divisjon.
Per quanto riguarda il calcio a 5, nel corso della stagione 2012-2013 ha giocato per il Grorud. Ha giocato anche per la Nazionale norvegese, esordendo l'11 febbraio 2013 in occasione della sconfitta per 10-1 contro la Spagna.

## Statistiche

### Presenze e reti nei club
Statistiche aggiornate al 15 giugno 2017.
| Stagione           | Club               | Campionato         | Campionato | Campionato | Coppe nazionali | Coppe nazionali | Coppe nazionali | Coppe continentali | Coppe continentali | Coppe continentali | Supercoppe | Supercoppe | Supercoppe | Totale | Totale |
| Stagione           | Club               | Comp               | Pres       | Reti       | Comp            | Pres            | Reti            | Comp               | Pres               | Reti               | Comp       | Pres       | Reti       | Pres   | Reti   |
| ------------------ | ------------------ | ------------------ | ---------- | ---------- | --------------- | --------------- | --------------- | ------------------ | ------------------ | ------------------ | ---------- | ---------- | ---------- | ------ | ------ |
| 2003               | Oslo Øst           | 1D                 | 4          | 0          | CN              | ?               | ?               | -                  | -                  | -                  | -          | -          | -          | 4+     | 0+     |
| 2004               | Oslo Øst           | 2D                 | ?          | ?          | CN              | ?               | ?               | -                  | -                  | -                  | -          | -          | -          | ?      | ?      |
| 2005               | Oslo Øst           | 2D                 | ?          | ?          | CN              | ?               | ?               | -                  | -                  | -                  | -          | -          | -          | ?      | ?      |
| Totale Oslo Øst    | Totale Oslo Øst    | Totale Oslo Øst    | 4+         | 0+         |                 | ?               | ?               |                    | -                  | -                  |            | -          | -          | 4+     | 0+     |
| 2006               | Stabæk             | ES                 | 0          | 0          | CN              | 0               | 0               | -                  | -                  | -                  | -          | -          | -          | 0      | 0      |
| gen.-ago. 2007     | Sparta Sarpsborg   | 1D                 | 5          | 0          | CN              | ?               | ?               | -                  | -                  | -                  | -          | -          | -          | 5+     | 0+     |
| ago.-dic. 2007     | FK Arendal         | 2D                 | ?          | ?          | CN              | -               | -               | -                  | -                  | -                  | -          | -          | -          | ?      | ?      |
| 2008               | Lørenskog          | 2D                 | ?          | ?          | CN              | ?               | ?               | -                  | -                  | -                  | -          | -          | -          | ?      | ?      |
| gen.-ago. 2009     | Ullern             | 2D                 | ?          | ?          | CN              | ?               | ?               | -                  | -                  | -                  | -          | -          | -          | ?      | ?      |
| ago.-dic. 2009     | Lørenskog          | 2D                 | ?          | ?          | CN              | -               | -               | -                  | -                  | -                  | -          | -          | -          | ?      | ?      |
| Totale Lørenskog   | Totale Lørenskog   | Totale Lørenskog   | ?          | ?          |                 | ?               | ?               |                    | -                  | -                  |            | -          | -          | ?      | ?      |
| 2010               | Kjelsås            | 2D                 | ?          | ?          | CN              | ?               | ?               | -                  | -                  | -                  | -          | -          | -          | ?      | ?      |
| 2011               | Kjelsås            | 2D                 | ?          | ?          | CN              | ?               | ?               | -                  | -                  | -                  | -          | -          | -          | ?      | ?      |
| 2012               | Kjelsås            | 2D                 | ?          | ?          | CN              | ?               | ?               | -                  | -                  | -                  | -          | -          | -          | ?      | ?      |
| 2013               | Kjelsås            | 2D                 | ?          | ?          | CN              | ?               | ?               | -                  | -                  | -                  | -          | -          | -          | ?      | ?      |
| Totale Kjelsås     | Totale Kjelsås     | Totale Kjelsås     | ?          | ?          |                 | ?               | ?               |                    | -                  | -                  |            | -          | -          | ?      | ?      |
| 2015               | Hasle-Løren        | 3D                 | ?          | ?          | CN              | ?               | ?               | -                  | -                  | -                  | -          | -          | -          | ?      | ?      |
| 2016               | Hasle-Løren        | 3D                 | ?          | ?          | CN              | ?               | ?               | -                  | -                  | -                  | -          | -          | -          | ?      | ?      |
| Totale Hasle-Løren | Totale Hasle-Løren | Totale Hasle-Løren | ?          | ?          |                 | ?               | ?               |                    | -                  | -                  |            | -          | -          | ?      | ?      |
| Totale             | Totale             | Totale             | ?          | ?          |                 | ?               | ?               |                    | -                  | -                  |            | -          | -          | ?      | ?      |